# Łęczna

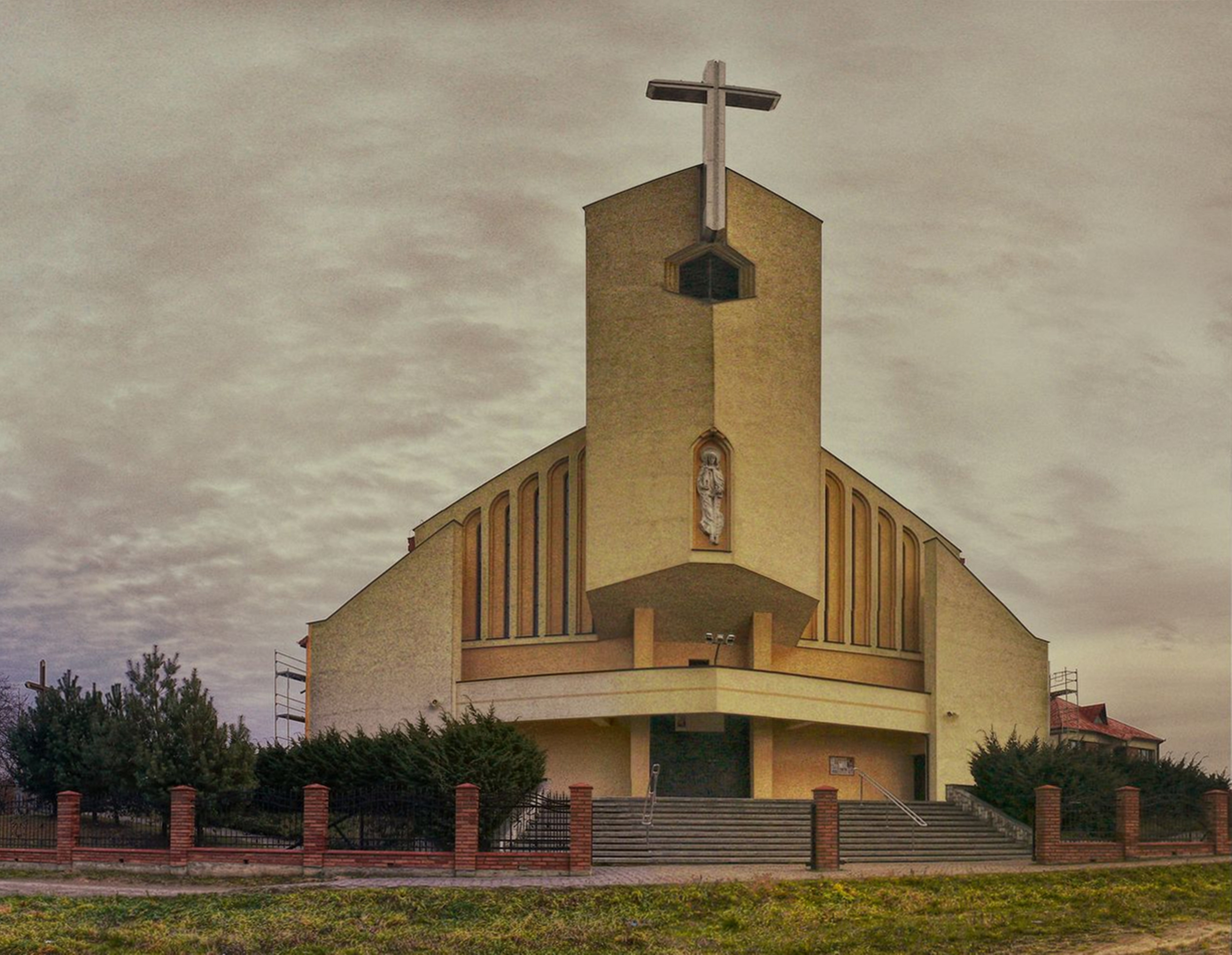

Łęczna is een stad in het Poolse woiwodschap Lublin, gelegen in de powiat Łęczyński. De oppervlakte bedraagt 18,98 km², het inwonertal 21.802 (2005).
Górnik Łęczna is de professionele voetbalclub van Łęczna en speelt regelmatig op het hoogste niveau, de Ekstraklasa. 

## Stedenband
- Kovel, Oekraïne